# Mao Ninh
Mao Ninh (tiếng Trung: 毛宁; bính âm: Máo Níng; sinh 1972) là một chính khách, nhà ngoại giao người Trung Quốc, đảng viên Đảng Cộng sản Trung Quốc, hiện là Phát ngôn viên của Bộ Ngoại giao Cộng hòa Nhân dân Trung Hoa và Phó Cục trưởng Cục Thông tin Bộ Ngoại giao.

## Tiểu sử
Mao sinh ra ở Tương Đàm vào năm 1972. Theo sách gia phả, có thông tin cho rằng bà là người cùng dòng tộc với Mao Trạch Đông.
Mao đăng ký vào Đại học Sư phạm Hồ Nam năm 1989, chuyên ngành ngôn ngữ và văn học Anh. Sau khi tốt nghiệp năm 1993, cô tiếp tục theo học ngành ngoại giao tại Đại học Ngoại giao Trung Quốc. Cô ấy sau đó hoàn thành bang thạc sĩ về chính sách quốc tế và thực hành tại Đại học George Washington, Hoa Kỳ vào năm 2005.
Cô ấy gia nhập Bộ Ngoại giao vào tháng 8 năm 1995 và phục vụ chính trong Vụ Châu Á của Bộ Ngoại giao. Sau khi đảm nhiệm nhiều chức vụ, bà được thăng chức Phó giám đốc vào năm 2017.
Năm 2020, bà được chọn làm Phó thị trưởng thành phố Lạc Sơn, Tứ Xuyên và được nhận vào Ủy viên Ban Thường vụ Thành ủy Lạc Sơn của Đảng Cộng sản Trung Quốc.
Vào ngày 5 tháng 9 năm 2022, bà trở thành người phát ngôn của Bộ Ngoại giao.